# Soeuy Visal
Soeuy Visal (sinh ngày 19 tháng 8 năm 1995) là một cầu thủ bóng đá người Campuchia thi đấu ở vị trí hậu vệ cho Preah Khan Reach Svay Rieng và Đội tuyển bóng đá quốc gia Campuchia.

## Bàn thắng quốc tế
| #  | Ngày                | Địa điểm                                    | Đối thủ   | Tỉ số | Kết quả | Giải đấu                 |
| -- | ------------------- | ------------------------------------------- | --------- | ----- | ------- | ------------------------ |
| 1. | 3 tháng 11 năm 2015 | Sân vận động Olympic, Phnôm Pênh, Campuchia | Brunei    | 6–1   | 6–1     | Giao hữu                 |
| 2. | 9 tháng 10 năm 2016 | Sân vận động Olympic, Phnôm Pênh, Campuchia | Sri Lanka | 1–0   | 4–0     | Giao hữu                 |
| 3. | 10 tháng 9 năm 2018 | Sân vận động Olympic, Phnôm Pênh, Campuchia | Malaysia  | 1–0   | 1–3     | Giao hữu                 |
| 4. | 7 tháng 6 năm 2021  | Sân vận động Al Muharraq, Arad, Bahrain     | Iraq      | 1–3   | 1–4     | Vòng loại World Cup 2022 |